# Жур Петро Володимирович
Петро́ Володи́мирович Жур (нар. 13 (26) жовтня 1914, Гарбузин — † 17 вересня 2002, Київ) — український і російський письменник, літературознавець, перекладач, журналіст. Автор праць із питань російсько-українських літературних зв'язків, дослідник життя й творчості Тараса Шевченка. Лауреат Шевченківської премії (1980).

## Біографія
Народився 26 (13) жовтня 1914 в  селі Гарбузин, тепер Корсунь-Шевченківського району Черкаської області. 1933 року закінчив Київський торф'яний технікум. З кінця 1930-х років служив у армії й одночасно працював журналістом. Навчався в Ленінградському університеті, студії перервала війна, був фронтовим репортером. Петро Жур працював у ЧК слідчим у 1938 р.
| 14.02.1938 |  | сержант государственной безопасности |

Під час війни служив у СМЕРШ.
"из наградного листа замначальника отдела контрразведки СМЕРШ 14-й воздушной армии подполковника Петра Жура: «Тов. ЖУР… проделал большую работу за время Отечественной войны по разоблачению контрреволюционного элемента и по пресечению их преступной деятельности»."Под его личным руководством в частях 14 ВА были вскрыты 3 изменнические группы, по которым арестовано и осуждено 25 человек, а также арестовано и осуждено более 80 человек антисоветчиков, дезертиров, членовредителей".
| на | 02.08.1944 |  | зам. нач. ОКР СМЕРШ 14 воздушной армии |

Війну закінчив у званні підполковника, нагороджений бойовими орденами і медалями.
Університет закінчив 1950 року. Працював редактором ІТАР-ТАРС, понад 30 років — відповідальний секретар і заступник головного редактора журналу «Звезда». Журналістську роботу поєднував з науково-дослідницькою, вивчав життєвий та творчий шлях Шевченка і його оточення в Петербурзі, в Україні, Приураллі, Оренбурзі, Мангишлаку. Численні наукові розвідки та документальні книжки. Член Петербурзького українського товариства.
Прилучився до створення Меморіальної майстерні-музею Тараса Шевченка в Академії мистецтв.
Помер 17 вересня 2002 року в Києві. Поховано поруч із дружиною в селі Вишеньки Бориспільського району Київської області.

## Творчість
Писав:
- про перебування Шевченка в Петербурзі — «Шевченківський Петербург», 1964,
- про подорожі Україною — «Третя зустріч», 1970,
- «Літо перше», 1979,
- «Дума про Огонь» — 1985,
- про перебування Шевченка в Києві — у книжці «Шевченківський Київ» — 1991.
- підсумком багатолітньої наукової праці стало видання «Труди і дні Кобзаря» — 1996.

В останні дні життя завершив нову книжку «Шевченківський Корсунь», видану посмертно 2003 року.
Перекладав російською мовою твори Якуба Коласа, Янки Купали, Лесі Українки, Івана Драча, Андрія Малишка, Максима Рильського, Володимира Сосюри, Павла Тичини.
Автор спогадів про Максима Рильського, Павла Усенка, Івана Ле, Миколу Бажана та інших.
Лауреат Державної премії України імені Тараса Шевченка (1980) — за створення в співавторстві Шевченківського словника у двох томах.